# Mikrogeophagus altispinosus
Mikrogeophagus altispinosus – gatunek słodkowodnej ryby z rodziny pielęgnicowatych (Cichlidae). Hodowana w akwariach. Spotykana pod nazwą pielęgniczka boliwijska lub długocierniowa.

## Występowanie
Boliwia – rzeki Guaporé, Madeira i Rio Quizer.

## Opis
Dorastają do 8–9 cm długości. Różnice pomiędzy płciami nieznaczne, samce większe, z dłuższymi płetwami grzbietowymi i odbytowymi. 

## Warunki w akwarium
| Zalecane warunki w akwarium | Zalecane warunki w akwarium                                      |
| --------------------------- | ---------------------------------------------------------------- |
| Zbiornik                    | o długości co najmniej 100 cm, piaszczyste dno, gęsta roślinność |
| Temperatura wody            | 20–29 °C                                                         |
| Twardość wody               | miękka                                                           |
| Skala pH                    | 6,5–7,5                                                          |
| Pokarm                      | żywy, mrożony                                                    |
| Rozmnażanie                 | temperatura 26–28 °C                                             |